# Darwin (Galápagos)
Otok Darwin (Isla Darwin)  je dobil ime po Charlesu Darwinu in je med manjšimi otoki v arhipelagu. Ima površino 1,1 km²  in sega v višino največ 168 metrov. Na otoku se ni mogoče izkrcati. Prvi obisk je doživel šele leta 1964 s pomočjo helikopterja.

## Geologija
Otok Darwin je ostanek ugaslega vulkana in se nahaja severozahodno od glavne skupine otočja na liniji, ki se razteza po grebenu med Galapaško, Nazca in Cocosovo tektonsko ploščo.
Nastanek otoka Darwin se razlikuje od glavnih galapaških otokov. Obstajata dve teoriji o oblikovanju: prva pravi, da se je dvigajoča magma razširila iz centralnega dela otočja; druga teorija pravi, da je bil dvig magme ločen in jo je povzročil prelom litosferskih plošč. Sem sodi tudi bližnji otok Wolf, oddaljen približno 40 km. Zadnji izbruh naj bi bil pred 400.000 leti.
Darwin je verjel, da sta imela otoka vsaj dve obdobji nastajanja v svoji zgodovini. Vidne so plasti tufa in bazalta. Vse kaže, da je otok Darwin ostanek nekoč veliko večjega otoka, ki pa se je kot posledica erupcij zmanjšal.
Posebna naravna znamenitost, Darwinov lok (Arco de Darwin), skalni naravni most sredi morja, manj kot kilometer od glavnega otoka Darwin, se je porušil zaradi erozije 17. maja 2021.
Na otoku je mogoče videti tjulnje, burnice, morske legvane, galebe, morske leve, kite, morske želve in rdečenoge Nazca strmoglavce.